# Трудниця (притока Тисмениці)
Тру́дниця — річка в Україні, в межах Дрогобицького району Львівської області. Ліва притока Тисмениці (басейн Дністра).
Бере початок на південний захід від с. Брониці. Тече переважно зі заходу на схід, впадає до Тисмениці на схід від с. Літині.
Довжина 31 км, площа басейну 135 км². Похил річки 1,9 м/км. Заплава завширшки 500 м. Річище звивисте, завширшки 2 м. Використовується на зрошування.
Найбільша притока: Броничари (ліва), Бронці (права).